# Ayas
Ayas – miejscowość i gmina we Włoszech, w regionie Dolina Aosty, w dolinie Val d'Ayas w Alpach Pennińskich.
Według danych na styczeń 2009 gminę zamieszkiwało 1337 osób przy gęstości zaludnienia 10,3 os./1 km².